# Campeonato Mundial de Voleibol Feminino de 1974
O Campeonato Mundial de Voleibol Feminino de 1974 foi a sétima edição do torneio organizado pela Federação Internacional de Voleibol (FIVB). Foi realizado no México de 12 a 27 de outubro de 1974. Japão e União Soviética confirmaram ser as seleções hegemônicas da época, sagrando-se campeã e vice, respectivamente. A Coreia do Sul retornou ao pódio na terceira colocação.

## Times
| Grupo A - República Dominicana - Alemanha Oriental - Países Baixos - União Soviética | Grupo B - Bahamas - França - México - Estados Unidos | Grupo C - China - Japão - Polónia - Alemanha Ocidental |

| Grupo D - Cuba - Peru - Porto Rico | Grupo E - Brasil - Hungria - Filipinas - Roménia | Grupo F - Bulgária - Canadá - Tchecoslováquia - Coreia do Sul |

## Classificação Final
| 1. Japão 2. União Soviética 3. Coreia do Sul 4. Alemanha Oriental 5. Roménia 6. Hungria 7. Cuba 8. Peru 9. Polónia 10. México 11. Canadá 12. Estados Unidos 13. Bulgária 14. China 15. Brasil 16. Países Baixos 17. Tchecoslováquia 18. Filipinas 19. Alemanha Ocidental 20. França 21. República Dominicana 22. Porto Rico 23. Bahamas \| Campeonato Mundial de Voleibol Feminino de 1974 \| \| Campeão \| \| ----------------------------------------------- \| \| Japão 3º Título \| Elenco Yuko Arakida, ?? Furuta, Takako Iida, Kiyomi Kato, ?? Koyama, Noriko Matsuda, Mariko Okamoto, ?? Saito, Takako Shirai, Hiromi Yano, e Juri Yokoyama. |
| Campeonato Mundial de Voleibol Feminino de 1974 |
| Campeão |
| |
| Japão 3º Título |